# Vertrekhal Oranjelijn
Vertrekhal Oranjelijn is de naam van een markant bedrijfsverzamelgebouw aan de Rotterdamse Lekhaven in Nieuw-Mathenesse. Het gebouw (1948) is ontworpen door architect Jo van den Broek en is in 2006 aangewezen tot gemeentelijk monument.
Tot in de jaren zeventig van de vorige eeuw deed het gebouw dienst als poortgebouw van Thomsen's Havenbedrijf en vervulde het een belangrijke rol in de stukgoedoverslag in het Rotterdamse Vierhavensgebied.
Na een periode van leegstand en verval is het gebouw in de periode 2003-2007 gerenoveerd. Sindsdien huisvest het voormalige poortgebouw bedrijven die actief zijn in de food- en de designsector, waaronder Santas Koffie.

## Geschiedenis
Het voormalige poortgebouw van Thomsen's Havenbedrijf staat aan de Rotterdamse Lekhaven. Samen met de Keilehaven, IJselhaven en Koushaven wordt deze haven in de periode 1910-1915 aangelegd om de groeiende stukgoedhandel in de Rotterdamse haven te accommoderen.
Direct na de aanleg van de Lekhaven en de Keilehaven vestigt stuwadoor Thomsen’s Havenbedrijf zich op de pier tussen de twee havens. Het bedrijf breidt daar snel uit: nieuwe loodsen worden gebouwd en bestaande loodsen worden overgenomen van de Holland-Amerika Lijn en Cornelis Swarttouw. In de loop van de jaren dertig heeft het stukgoedbedrijf hier de beschikking over één aangesloten terrein met een kadelengte van bijna 900 meter, bebouwd met 6 flinke loodsen en het veembedrijf.
Na het geallieerde bombardement op de Lekhaven in 1943 maakt de directie van Thomsen's Havenbedrijf plannen voor na de oorlog. Het bureau Brinkman & Van den Broek krijgt in 1943 opdracht tot het ontwerp voor een geheel nieuw loodsencomplex met een centrumgebouw aan de Lekhaven.
Het centrumgebouw wordt ontworpen als een poortgebouw waar een spoorlijn doorheen loopt. Op de begane grond zijn werkplaatsen, een fietsenstalling en ruimtes voor de portier, douane en EHBO. Op de verdieping zijn een kantine met keuken en was- en kleedlokalen voor 550 havenarbeiders, kantoorruimtes voor de bedrijfsleiding en een wachtruimte voor passagiers die meevaren op de vrachtschepen.
In 1968 fuseert Thomsen's Havenbedrijf met Müller & Co tot Müller-Thomsen N.V. In de loop van de jaren zeventig zet Müller-Thomsen de activiteiten in de Lekhaven echter stop. Hierna wordt het poortgebouw gebruikt als opslagruimte, onder andere voor archieven. Nadat Müller Thomsen opgaat in Europe Container Terminals (ECT) wordt het gebouw in 1990 verkocht aan de gemeente Rotterdam.
Het gebouw komt leeg te staan en wordt overgelaten aan de grillen van zijn omgeving. Het gebied rond de Lekhaven en Keilehaven raakt berucht door drugshandel en prostitutie.
Het gebouw wordt langzaam leeggeroofd. Hang- en sluitwerk verdwijnt, toiletten en douches worden eruit gesloopt en van de klinkerbestrating op de begane grond rest slechts het zand. De elektra- en waterinstallaties worden vernietigd, de riolering loopt leeg in het gebouw, het staalwerk roest en stalen deuren verdwijnen, de verdiepingvloer begint gaten te vertonen en de tegel- en granitovloeren raken fors beschadigd.
Na een brand in 1996 worden de aangrenzende loodsen gesloopt en komt het gebouw vrij te staan.

## Renovatie
In 2003 koopt koffiebrander Rob Kooij het voormalige poortgebouw van de gemeente Rotterdam. Hoewel Kooij het gebouw aantreft als ruïne, is hij meteen verliefd op het gebouw. Hij denkt zo’n vier maanden nodig te hebben voor het schoonmaken en opknappen van het gebouw, maar het kost hem uiteindelijk ruim 5 jaar.
Dit komt deels omdat Kooij door beperkte financiële middelen de renovatie stapsgewijs doet, maar ook door de hoge eisen die de gemeente aanvankelijk stelt voor de bouwvergunning en gebruiksvergunning.
Nadat de renovatie van het gebouw voor een groot deel is afgerond, krijgt het in 2006 de status van gemeentelijk monument.

## Heden
Onder de naam Vertrekhal Oranjelijn doet het voormalige poortgebouw van Thomsen's Havenbedrijf nu dienst als bedrijfsverzamelgebouw voor bedrijven in de foodsector (begane grond) en designsector (verdieping). Ook worden verschillende ruimtes in het gebouw verhuurd voor vergaderingen en evenementen.